# La Paz (Entre Ríos)
La Paz – miasto w Argentynie, położone we wschodniej części prowincji Entre Ríos, nad rzeką Parana.

## Opis
Miejscowość została założona 13 lipca 1935. W mieście znajduje się węzeł drogowy-RP1 i RN12.